# 테일즈 (소닉 더 헤지혹)

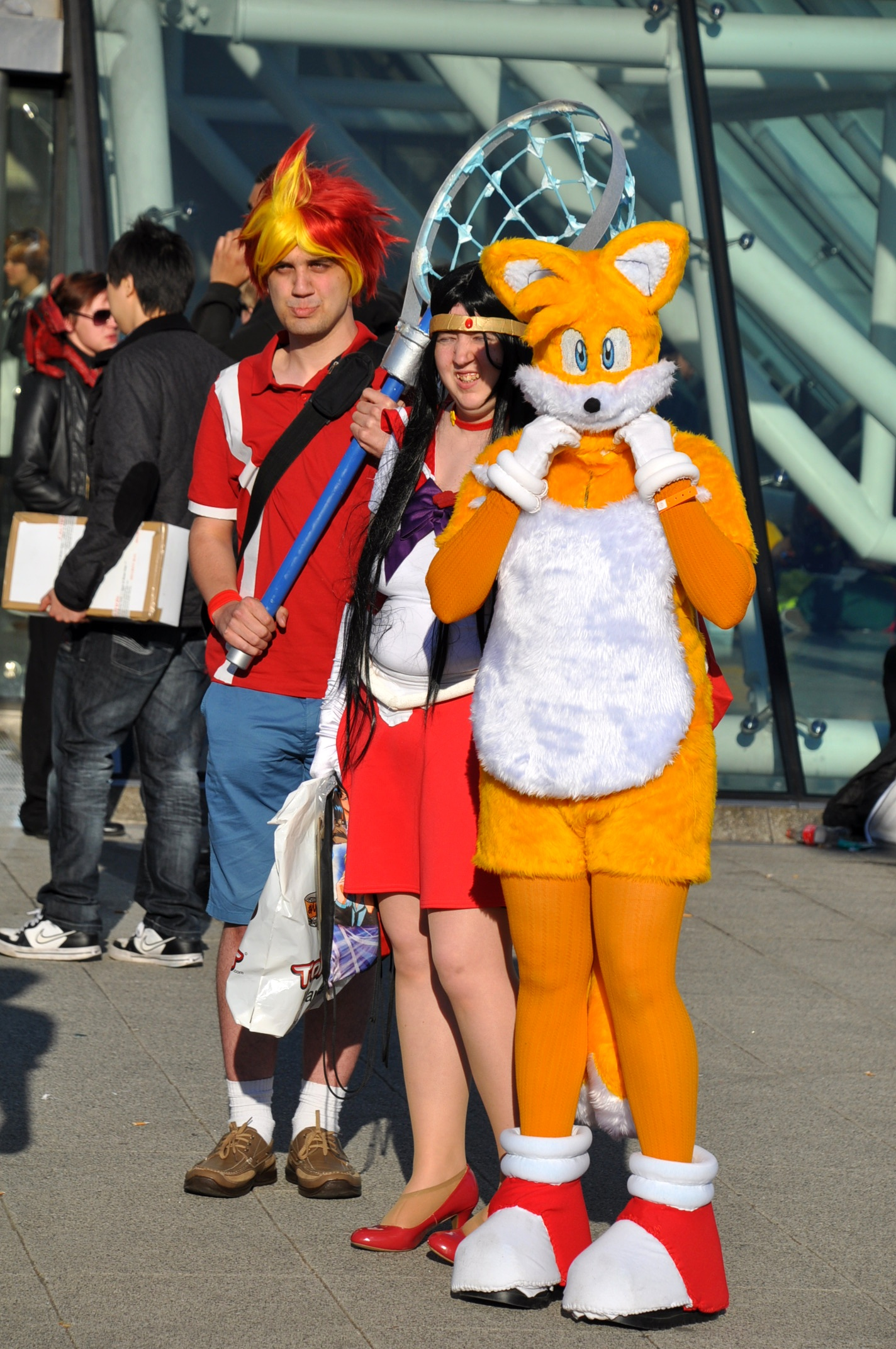

마일즈 테일즈 프로워(일본어: マイルス・パウアー 마이루스 파우아[*], 영어: Miles Prower)는 별칭인 테일즈(일본어: テイルス 테이루스[*], 영어: Tails)로 더 잘 알려진 소닉 더 헤지호그 시리즈에 나오는 비디오 게임, 만화 그리고 애니메이션에 등장하는 가상의 캐릭터이다.

## 성(姓) 표기
테일즈의 본명 중 'Prower'는 파우어라고 발음하는 것이 맞다. 세가 게임기어로 발매된 소닉 카오스의 캐스팅 영상을 보면 개발자들이 파우어(Prower)의 발음을 헷갈려서 마일스 파워(Miles Power)라고 오역해놓은 것을 볼 수 있다. 한국에서는 정발 명칭인 마일즈 프로워로 표기되어 있다.
참고로 파우어(Prower)의 일본식 발음은 파우아(パウアー)이다.

## 설정
마일스 파우어라는 이름은 마일스 퍼 아워(Miles per hour)의 말장난 형태이며, 이것은 그의 소닉 더 헤지호그 시리즈의 엄청난 속도를 보여주는 것이다. 그는 두 개의 꼬리를 가진 어린 여우이며, 그 특징 때문에 또래에게 왕따를 당했다는 설정이 존재한다. 어느 날부터 소닉에게 동경을 느껴 동행함에 따라, 앞으로 소닉에게 신뢰받는 동료가 되기 위해 소닉의 사이드킥으로 활약한다.

## 기술
테일즈가 가장 주무기로 내세우는 기술은 두 개의 꼬리를 이용한 액션과 기계 다루기이다. 소닉 더 헤지혹 2에서 꼬리를 회전시켜 비행하는 액션을 선보인 적 있다. 단 플레이어가 비행을 시키는것은 소닉 & 테일즈부터 가능하였다. 또한 지상에서 꼬리치기를 해 적을 공격하는 경우로도 사용한 적 있다. 기계를 다루는 쪽으로는 소닉 더 헤지혹 2부터 나온 소닉의 전용 비행기 토네이도, 소닉 언리쉬드부터 선보인 테일즈의 단말기 마일즈 일렉트릭, 소닉 라이더즈시리즈의 팀 소닉의 익스트림 기어인 블루 스타, 옐로 테일, 레드 록등이 있다. 현재 소닉 게임 시리즈가 여러 캐릭터를 다루지 않고 소닉 1인만을 조작하는 형태로 나옴에 따라 테일즈는 기계를 다루는 쪽으로 많이 연출되고 있다.

## 토네이도
원래 소닉의 비행기였으나, 테일즈가 허락을 맡고 개조하고 있는 비행기. 토네이도는 설정상 계속 개조되고 있는 것으로 보이며, 많은 작품에서 모습이 다른 기체를 들고 온다. 우주를 비롯한 기권 내에서 정상 속도로 운행이 가능하며, 커버가 없어도 호흡이 가능하다.

## 관련 정보
일본 세가 홈페이지에 의하면 그는 8살이며, 키는 80 cm이고 몸무게는 20 kg이다. 그의 생일은 10월 16일로 알려져 있는데, 그 날은 그가 1992년에 처음으로 마스터 시스템과 게임 기어용 게임인 소닉 더 헤지호그 2에 처음 나온 날이다. 대부분의 플레이어에게는 이 캐릭터의 등장은 세가 제네시스/메가 드라이브용 소닉 더 헤지호그 2가 될 것이다.
그의 첫 출현에서는 그의 털은 오랜지 색이었지만, 미국의 바람돌이 소닉, 고슴도치 소닉에서는 갈색으로 나왔다. 1998년 드림캐스트로 나온소닉 어드벤처에서는 그의 털은 노란 오랜지 색으로 바뀌었으며, 2003년에 나온 소닉 히어로즈에서는 밝은 노란색(혹은 귤색)이 되었다. 1993년과 1995년에는 그가 주인공인 게임에 출현했는데, 피코용 테일즈 & 뮤직 메이커와 세가 게임 기어용 테일즈 어드벤처와 테일즈 스카이 패트롤이 그것이다.

## 성우
메가 드라이브판에 대하고는 소리의 설정은 존재하지 않았지만, 소닉 어드벤쳐 시리즈에서 성우에 의한 소리의 연출이 시작된다. 소닉 어드벤처:(林一樹) 소닉 셔플·소닉 어드벤쳐2:무라타 아츠키(村田あつき), 소닉 vs 메탈소닉 OVA판: 시이나 헤키루, 소닉X: 히로하시 료와 4도의 변경이 이루어지고 있다. 이미지의 정합성을 취하기 위해, 소닉X 이후는 게임 작품에 대해도 히로하시 료가 연기하고 있다.소닉 제네레이션즈의 과거의 테일즈는 요시나가 타쿠토가 연기했다.

## 같이 보기
- 소닉 & 테일즈
- Tails

### 내용주
1. ↑  생김새 때문에 여자로 오인 받지만 여자친구도 있었던 엄연한 남자이다.
2. ↑  테일즈라는 별명은 테일즈의 디자이너 '야마구치 야스미'가 짓지 않았다고 한다.
3. ↑  북미판 매뉴얼에서는 이 부분이 자랑거리였다는 다른 설정이 있다.
4. ↑  소닉 어드벤처에서는 이 꼬리치기를 연속으로 사용할 수 있는 리듬 브로치라는 아이템도 존재한다.